# Sant'Eusanio del Sangro
Sant'Eusanio del Sangro es un municipio situado en el territorio de la Provincia de Chieti, en Abruzos (Italia).

## Demografía
| Gráfica de evolución demográfica de Sant'Eusanio del Sangro entre 1861 y 2001 |
|                                                                               |
| fuente ISTAT - elaboración gráfica a cargo de Wikipedia                       |